# Horst Dumke (Ministerialbeamter)
Horst Dumke (* 1. Oktober 1914; † nach 2004) war ein deutscher Ministerialbeamter.

## Leben und Tätigkeit
Nach der Gründung der Bundesrepublik Deutschland trat er 1949/52 in den Ministerialdienst im Bundesministerium für Angelegenheiten des Marshallplanes ein, das 1953 in  Bundesministerium für wirtschaftliche Zusammenarbeit umbenannt wurde. Dort war er bis 1956 Leiter des Referats II 4 (European Recovery Program-Angelegenheiten). Danach wechselte er an das Auswärtige Amt, wo er Leiter des Referats 400 (Grundsatzfragen der Handelspolitik) und 1960 Leiter des Referats 407 (Zusammenarbeit mit den Entwicklungsländern) wurde. 1961 ging er an das Bundesministerium für wirtschaftliche Zusammenarbeit zurück, wo er bis 1974 als Leiter der Abteilung II (Entwicklungspolitische Grundlagen) tätig war. Als Ministerialdirektor ging er in den Ruhestand.
Er war Mitgründer und Vizepräsident der Deutsch-Namibischen Entwicklungsgesellschaft e. V.

## Schriften (Auswahl)
- (mit anderen Autoren): Kapitalhilfe. Untersuchungen zur bilateralen Kapitalhilfe im Rahmen öffentlichen Leistungen (= Veröffentlichungen des Instituts für Empirische Wirtschaftsforschung; Bd. 5). Berlin 1970.
- Bilaterale Kapitalhilfe der BRD (= Dokumente zur Entwicklungsländerpolitik; 1). o. O., o. J.

## Ehrungen
- 6. Januar 1992: Verdienstkreuz der Bundesrepublik Deutschland 1. Klasse
- 30. Januar 1996: Großes Verdienstkreuz des Bundesrepublik Deutschland